# Bürchen
Bürchen is een gemeente en plaats in het Zwitserse kanton Wallis, maakt deel uit van het district Westlich Raron en telt 725 inwoners.
Bürchen ligt in het Duitstalige deel van Zwitserland op een plateau dat naar het westen is gericht. Toeristisch heeft het een familievriendelijk en mooi skigebied met 10 skiliften. Het skigebied is verbonden met dat van Törbel. In het seizoen 2007/2008 is er een nieuwe stoeltjeslift geopend.
Bürchen wordt ook wel het "Birkendorf" genoemd naar de vele berkenbomen die in de omgeving groeien, voornamelijk op de oosthellingen boven het dorp richting Blatt.
Het dorp bestaat uit een aantal kleinere dorpskernen zoals Zenhäusern, Ried, Hasel en Gärlich (de wijk met veel vakantiechalets).

## Bekende bewoners
- Ramon Zenhäusern - Zwitserse alpineskiër.